# Divya Bhaskar
Divya Bhaskar is een Indiase krant in Gujarati, die uitkomt in 23 steden in Gujarat en Maharashtra. Het is de grootste krant van Gujarat wat betreft de oplagen en is hier ook een van de meest gelezen dagbladen. Het is de krant met de meeste edities in Gujarat. Divya Bhaskar is een broadsheet. De totale oplage is ruim 850.000 exemplaren.
Het blad is eigendom van het in Bhopal gevestigde concern DB Corp Ltd., beter bekend als Dainik Bhaskar Group, het grootste dagbladconcern van India. De groep begon de krant in 2003, het eerste exemplaar verscheen in Ahmedabad op 23 juni. Al snel volgden edities in Surat en Vadodara en de krant werd zo groot, dat de leidende kranten in Gujarat moesten reageren met onder meer prijsverlagingen en pagina's in kleur. 